# خلفة (حمص)
خلفة قرية في ناحية جب الجراح التابعة لمنطقة المخرّم في محافظة حمص في سورية.